# Nikolett Szepesi
Nikolett Szepesi (Budapest, 11 de septiembre de 1987) es una deportista húngara que compitió en natación. Ganó una medalla de bronce en el Campeonato Europeo de Natación de 2008, en la prueba de 200 m espalda.

## Palmarés internacional
| Campeonato Europeo | Campeonato Europeo       | Campeonato Europeo | Campeonato Europeo |
| Año                | Lugar                    | Medalla            | Prueba             |
| ------------------ | ------------------------ | ------------------ | ------------------ |
| 2008               | Eindhoven (Países Bajos) | Medalla de bronce  | 200 m espalda      |